# In the Commissioned Ranks
In the Commissioned Ranks è un cortometraggio muto del 1911 diretto da Tom Ricketts.

## Produzione
Il film fu prodotto dalla Nestor Film Company.

## Distribuzione
Distribuito dalla Motion Picture Distributors and Sales Company, il film - un cortometraggio di una bobina - uscì nelle sale cinematografiche USA l'8 marzo 1911.